# Pontelongo
Pontelongo är en ort och kommun i provinsen Padova i regionen Veneto i Italien. Kommunen hade 3 692 invånare (2018).